# Hypertrichosis

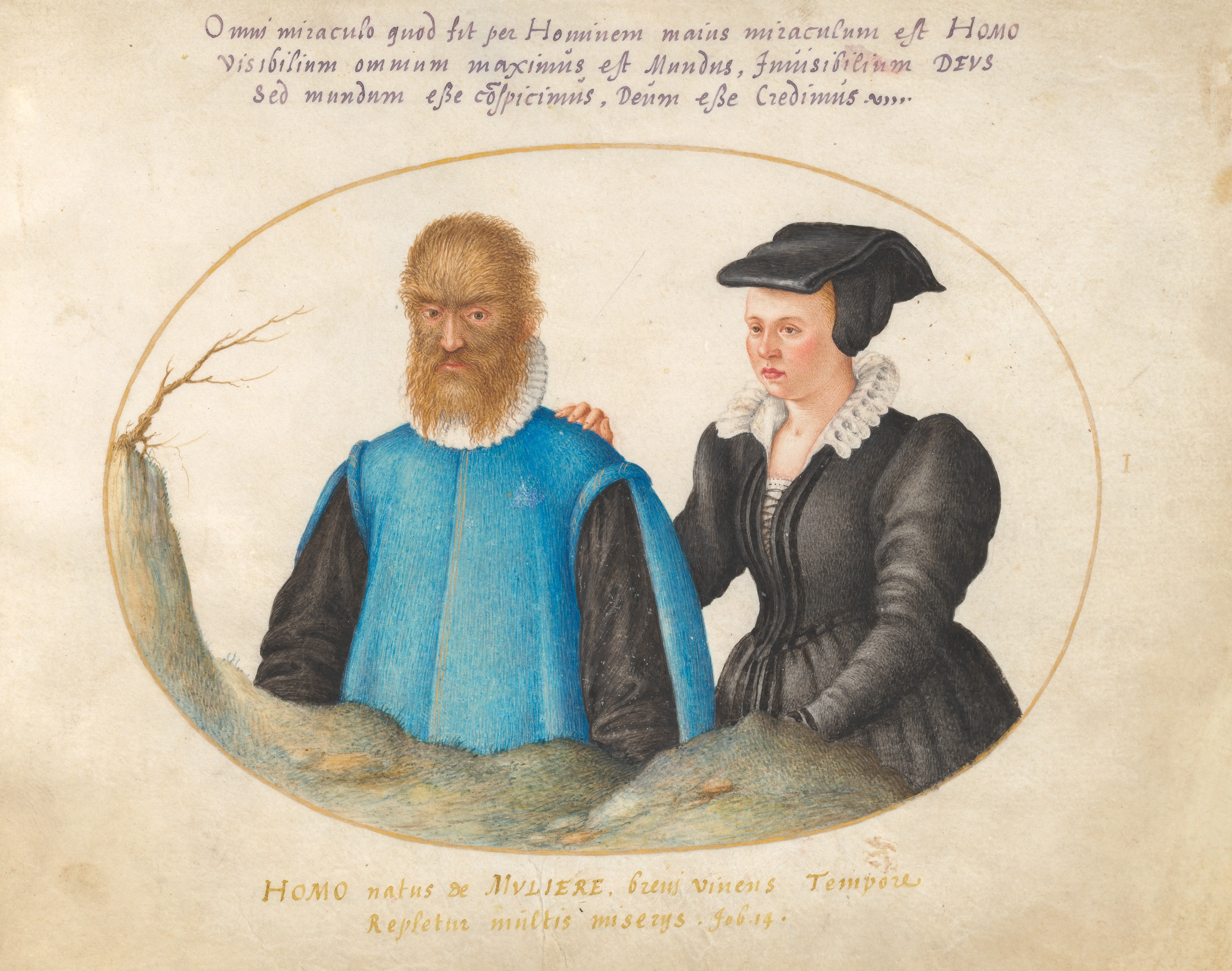
Petrus Gonsalvus, "The Hairy Man" bởi Joris Hoefnagel từ "Elementa Depicta."

Hypertrichosis (hay còn gọi là hội chứng Ambras, bệnh người sói, bệnh ma sói, hội chứng người sói)  là một loại bệnh do sự phát triển bất thường râu, tóc ở các khu vực trên cơ thể người; các trường hợp nặng của bệnh này được chính thức gọi là hội chứng người sói, bởi vì vẻ bên ngoại của người bị bệnh giống như người sói.
Các hại dạng của bệnh là dạng tổng quát, lông và tóc mọc trên toàn bộ cơ thể và dạng cục bộ, với lông, tóc chỉ xuất hiện ở vùng da nào đó trên cơ thể. Bệnh Hypertrichosis có thể là bẩm sinh (ngay khi sinh) hay diễn biến sau đó.